# Der große Caruso
Der große Caruso ist ein US-amerikanischer Spielfilm aus dem Jahre 1951 unter der Regie von Richard Thorpe, der den Lebensweg des Tenors Enrico Caruso, dargestellt von Mario Lanza, beschreibt. Ann Blyth spielt die weibliche Hauptrolle.

## Handlung
Der Film beginnt in der Kindheit Carusos, als dieser in einem Kinderchor in Neapel singt. Der ältere Caruso singt in einem Lokal für Groschen und verliebt sich in Musette Barretto, der Tochter eines vermögenden Kaufmanns. Der arme Caruso beginnt in der Firma von Barretto zu arbeiten, um sich beliebt zu machen. Zufällig lernt er die Sänger des Theaters San Carlo kennen, die sich für seine Stimme interessieren. Er übernimmt ein Engagement in diesem Theater und fängt an im Chor zu singen. Danach geht es mit ihm steil bergauf. Er übernimmt erste Hauptrollen als Solist und singt schließlich in der Mailänder Scala. Über das Royal Opera House im Londoner Covent Garden kommt er schließlich in die USA mit dem Ziel in der New Yorker Metropolitan Opera zu singen. Gleich zu Beginn seines Aufenthaltes kommt es zu einer peinlichen Situation, als ihm die Sopranistin Louise Heggar vorgestellt wird. Er bezeichnet den Mann an ihrer Seite als ihren Vater, tatsächlich ist er aber ihr Ehemann Park Benjamin und einer der Hauptsponsoren der MET. Beleidigt versucht dieser fortan alles, um Caruso aus der MET zu vertreiben. Caruso soll sich bei ihm entschuldigen und fährt zu ihm, dabei verliebt er sich in dessen Tochter Dorothy. Sein Debüt wird aufgrund der von Benjamin beeinflussten Kritiker zum Misserfolg. Benjamin versucht den MET-Direktor zu überreden, Caruso zu entlassen. Dieser hört davon und kann seiner Entlassung mit seiner Kündigung zuvorkommen. Als Dorothy davon erfährt, überredet sie ihn, weiterzumachen. Die nächste Premiere wird zu einem Riesenerfolg und Caruso ist nicht mehr zu kündigen. Er geht danach auf eine große Welttournee und als er zurückkommt, möchte er Dorothy heiraten. Ihr Vater ist weiterhin dagegen und als sie dennoch heiraten, bricht er mit der Tochter. Die beiden sind glücklich und nichts scheint sie trennen zu können. Doch Caruso ist mittlerweile ein kranker Mann. Als er bei einer Aufführung in Anwesenheit von Dorothy zusammenbricht, stirbt er wenig später im Alter von nur 47 Jahren.

## Hintergrund
Mit Der große Caruso war der italo-amerikanische Tenor Mario Lanza auf dem Gipfel seiner Karriere angekommen. 1949 hatte der bereits bekannte Opernstar sein Filmdebüt gegeben und gleich einen riesigen Erfolg gelandet. Seine Filme waren zwar nicht von bedeutender künstlerischer Qualität, doch Lanza wurde durch sie zum beliebtesten Sänger der USA. Der Erfolg mit Der große Caruso schien ihm jedoch zu Kopf zu steigen. Zu sehr verglich er sich bereits mit der Legende Caruso und seine Filmarbeiten wurden durch sein divenhaftiges Verhalten erschwert. Dadurch verlor er sogar Rollen wie die Hauptrolle in The Student Prince, wo er wieder an der Seite von Ann Blyth gespielt hätte. Seine Rolle übernahm Edmund Purdom.
Der Caruso-Film ist nur sehr vage an die Biografie von Enrico Caruso angelehnt. Er erfindet lieber eine Liebesgeschichte, als den wahren Caruso zu zeigen, der bereits in Italien verheiratet war, und als er Dorothy Benjamin heiratete, war die weitverbreitete Meinung, dass dies eher eine Geldheirat gewesen sei. Im Mittelpunkt des Films steht dagegen die Musik und der Gesang von Mario Lanza. Er singt Auszüge aus Rigoletto und Aida von Giuseppe Verdi, La Bohème von Giacomo Puccini, Der Bajazzo von Ruggero Leoncavallo, Lucia di Lammermoor von Gaetano Donizetti oder Martha von Friedrich von Flotow. Neben Lanza beeindruckt vor allem die Sopranistin Dorothy Kirsten mit Duetten und Arien. Vor allem am Ende des Films rührt ihr Ave Maria von Bach/Gounod zu Tränen. Der Film war wegen seines relativ frei erfundenen Inhalts in Italien verboten.

## Kritik
„Eine Mischung von Historie und Unterhaltungselementen in gefälligem Rahmen. Für Liebhaber italienischer Opernmusik ein Genuß.“

## Auszeichnungen
Douglas Shearer, Sound-Ingenieur von MGM, erhielt bei der Oscarverleihung 1952 den Oscar für den besten Ton. Außerdem waren die Kostüme und die Musik für einen Oscar nominiert.